# Једанаеста египатска династија
Једанаеста египатска династија (у Теби) заједно са Седмом Осмом, Деветом и Десетом често се сврстава под назив Први прелазни период Египта.
Десета и Јеанаеста династија датују се у период између 2160. и 2025. године п. н. е..
Од једанаесте египатске династије до краја четрнаесте египатске династије, отприлике између 1991. п. н. е. и 1648. п. н. е. треје период у историји старог Египта под називом Средње краљевство.

## Историја
Главни отпор Хераклеополису пружали су номарси Тебе. Борбе између ова два града трајале су током читавог постојања Девете и Десете династије. Једино су Теба и Хераклеополис имали довољно снаге за поновно уједињење Египта. Међутим, оба града су ту част желели за себе. Тебански монарси Антефи и Ментухотепи започели су ту борбу. Почели су водити самосталну политику не исказујући верност краљевима у Хераклеополису. Након сламања отпора града Сиута, усмерили су пажњу ка сламању моћи краљева Хераклеополиса. Номарх Интеф Старији прогласио се "добрим богом, господарем обе земље" оснивајући Једанаесту египатску династију. Постојање Једанаесте династије паралелно је са постојањем Десете династије. Десета династија престала је постојати након победе тебанског краља Ментухотепа II над хераклеополиским краљем Мерикаром. У Египту је наступио нови период, у историји познат под називом "Средње краљевство".
Приликом борбе краљева Једанаесте династије са владарима Хераклеополиса, они су били приморани да се ослањају на јако племство. Оно је због тога постајало још јаче. Номарси су водили самосталну политику уз минимална давања краљу. Аменемхет је свакако био један од најмоћнијих номарха. Према Салиерском папирусу, Аменемхет је без нарочитих проблема потчинио остале номархе. Након уједињења свих номи, Аменемхет је одстранио (вероватно убио) Ментухотепа III. Једанаеста династија престала је да постоји.

## Фараони Једанаесте династије
Фараони Једанаесте династије били су:
- Ментухотеп I, владао од 2134. п. н. е. до ?
- Сехертави Интеф I, владао од ? до 2118. п. н. е.
- Ваханх Интеф II (Wahankh Intef II), владао од 2118. п. н. е. до 2069. п. н. е.
- Накхтнебтепнефер Интеф III (Nakhtnebtepnefer Intef III), владао од 2069. п. н. е. до 2061. п. н. е.
- Небхетепра Ментухотеп II, владао од 2061. п. н. е. до 2010. п. н. е.
- Санкаре Ментухотеп III, владао од 2010. п. н. е. до 1998. п. н. е.
- Небтавира Ментухотеп IV, владао од 1998. п. н. е. до 1991. п. н. е.[4]